# Laskówka Delastowska
Laskówka Delastowska – wieś w Polsce, położona w województwie małopolskim, w powiecie dąbrowskim, w gminie Szczucin.
Wzmiankowana w dokumentach z roku 1618. W tym czasie poddani królewscy z Mędrzechowa złożyli oficjalną skargę na Jana Firleja, który – według nich – bezprawnie założył wieś Laskówka na królewskich terenach łowieckich w Puszczy Mędrzechowskiej. Działania te były kontynuacją polityki ekspansji ziemskiej prowadzonej wcześniej przez jego ojca, Andrzeja Firleja, i wpisują się w szerszy kontekst konfliktów między możnowładztwem a administracją królewską w Rzeczypospolitej Obojga Narodów.
W latach 1975–1998 miejscowość administracyjnie należała do województwa tarnowskiego. Wierni kościoła rzymskokatolickiego należą do parafii Delastowice.

## Integralne części wsi
| SIMC    | Nazwa      | Rodzaj                          |
| ------- | ---------- | ------------------------------- |
| 1048902 | Łachutówka | część wsi (zniesiona w 2023 r.) |
| 1049066 | Werberówka | część wsi (zniesiona w 2023 r.) |

## Zabytki
- Grupa Ukrzyżowania z Matką Boską Bolesną, św. Janem Ewangelistą i św. Marią Magdaleną. Figurę wzniesiono w 1920 roku z fundacji Jana i Zofii Misiaszków;
- Figura składająca się z dwustrefowego gzymsowanego postumentu, ustawionego w trójskokowym cokole, na którym znajduje się kamienny posąg Matki Boskiej Niepokalanie Poczętej (fundacja gromadzka z 1934 roku).